# Quaterna
In matematica una quaterna è una sequenza con quattro componenti, ossia una funzione che ha come dominio un insieme naturalmente ordinato come {\displaystyle \{1,2,3,4\}} oppure come {\displaystyle \{0,1,2,3\}}. Le quaterne possono essere presentate con notazioni come le seguenti:
{\displaystyle (a,b,c,d),\quad (P_{1},P_{2},P_{3},P_{4}),\quad \langle x_{0},x_{1},x_{2},x_{3}\rangle ,\quad \langle G,\cdot ,{}^{-1},e\rangle .}
Si tratta di una nozione molto generica adattabile a varie esigenze: quindi quaterna in matematica è un termine con tipici compiti ausiliari.
Una quaterna di segni elementari costituisce una stringa di lunghezza 4; una stringa come (a,b,c,d) potrebbe scriversi anche semplicemente abcd.
Altre quaterne di oggetti elementari costituiscono le permutazioni, le disposizioni, le combinazioni prese in considerazione dal calcolo combinatorio di base.
La classica teoria delle proporzioni si può riferire alla nozione di quaterna di numeri proporzionali.
Una quaterna di numeri reali individua un punto di uno spazio euclideo quadridimensionale; alternativamente un evento del cronotopo, o spazio di Minkowski, della teoria della relatività.
A una quaterna di punti allineati si attribuisce un birapporto; questo numero si può anche associare a una quaterna di rette concorrenti o a una quaterna di numeri complessi.
Figure geometriche come quadrilatero, tetraedro e piramide a base quadrilatera si possono caratterizzare mediante quaterne di lati, vertici, facce, spigoli.
Si possono trattare anche quaterne di oggetti non omogenei. Il quarto degli esempi iniziali esprime una struttura algebrica, un gruppo, presentata mediante un insieme, un'operazione binaria, un'operazione unaria e un'operazione nullaria. Un altro esempio: una grammatica acontestuale si individua come quaterna della forma {\displaystyle \langle V,T,{\mathcal {P}},S\rangle }, le cui successive componenti sono due alfabeti finiti, un insieme finito di coppie di {\displaystyle V\times (V\cup T)^{*}}, il cosiddetto insieme delle produzioni, e una lettera di {\displaystyle V.}
Come sinonimo di quaterna si può usare quadrupla, termine da considerarsi caso particolare dell'anglicismo tupla, ovvero di ennupla.